# Амёнебург
Амёнебург (нем. Amöneburg) — город в Германии, в земле Гессен. Подчинён административному округу Гиссен. Входит в состав района Марбург-Биденкопф.  Население составляет 5162 человека (на 31 декабря 2010 года). Занимает площадь 43,95 км². Официальный код — 06 5 34 001.

## Фотографии

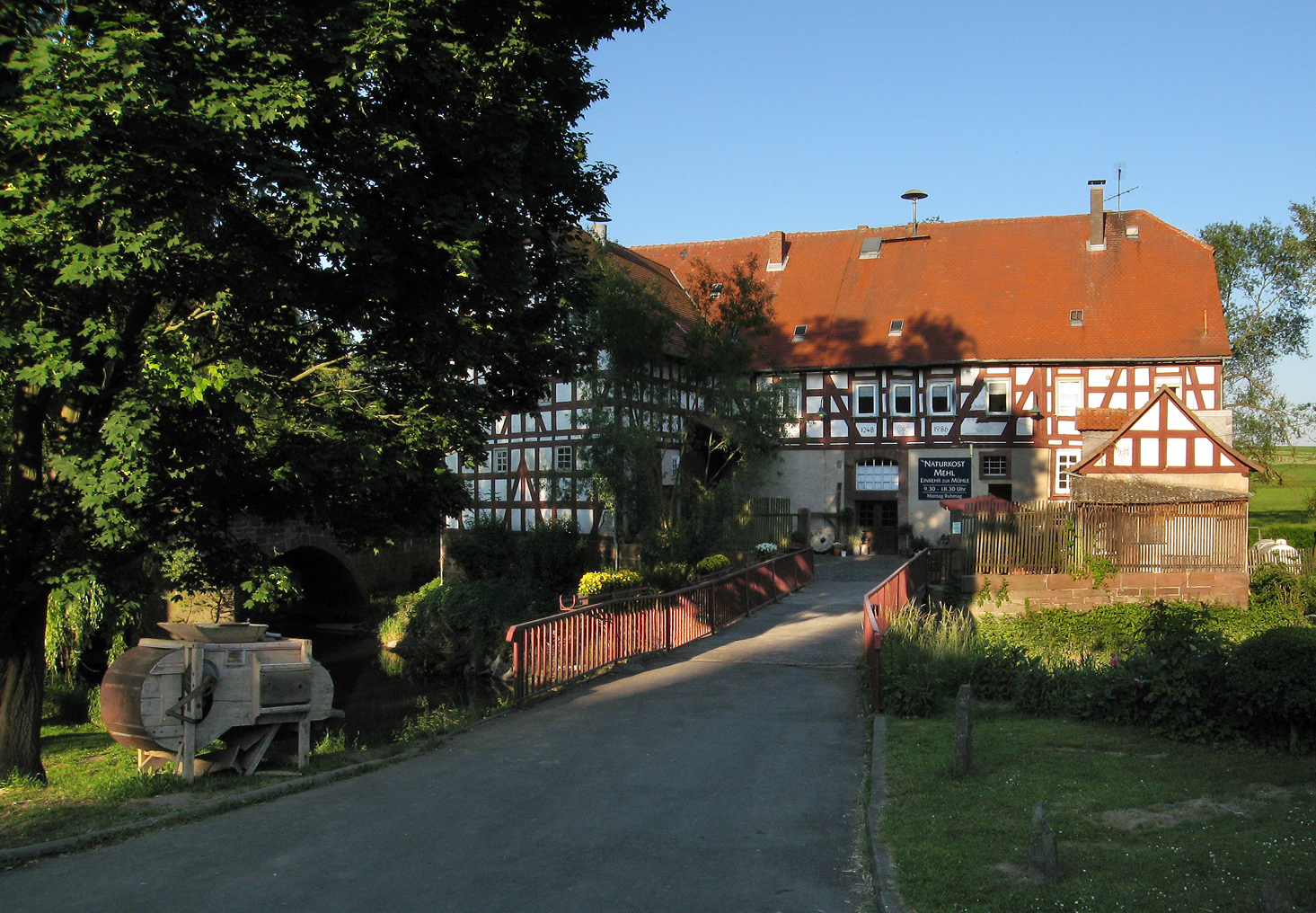
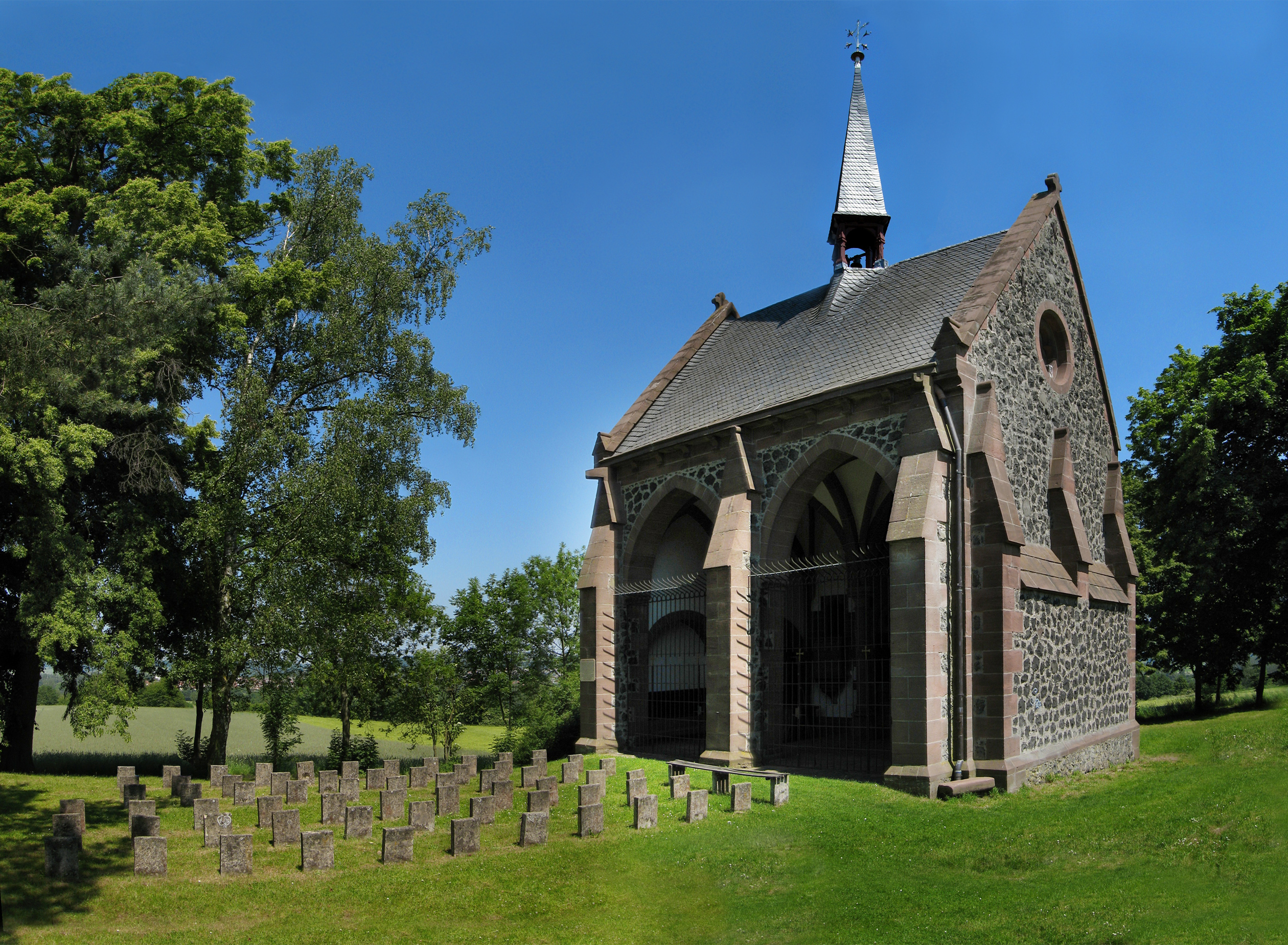
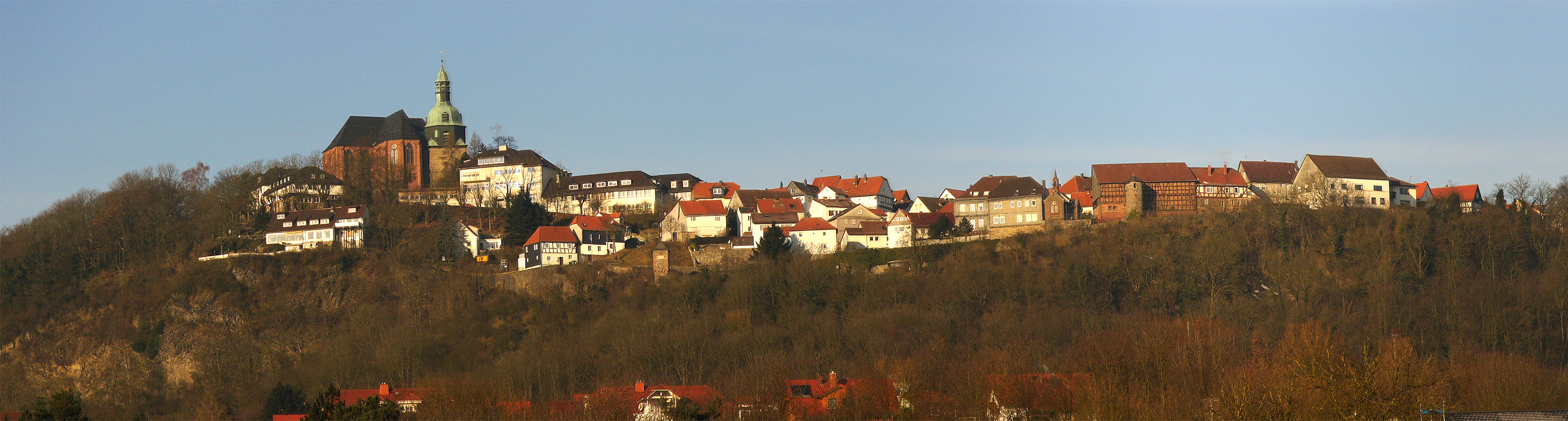
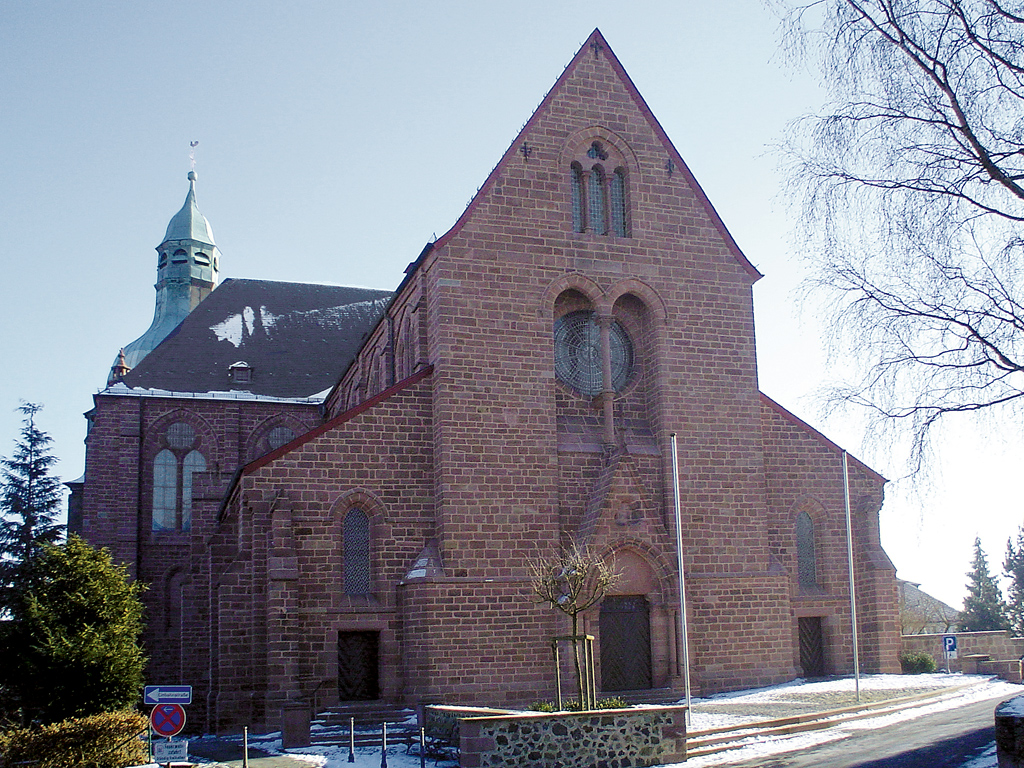
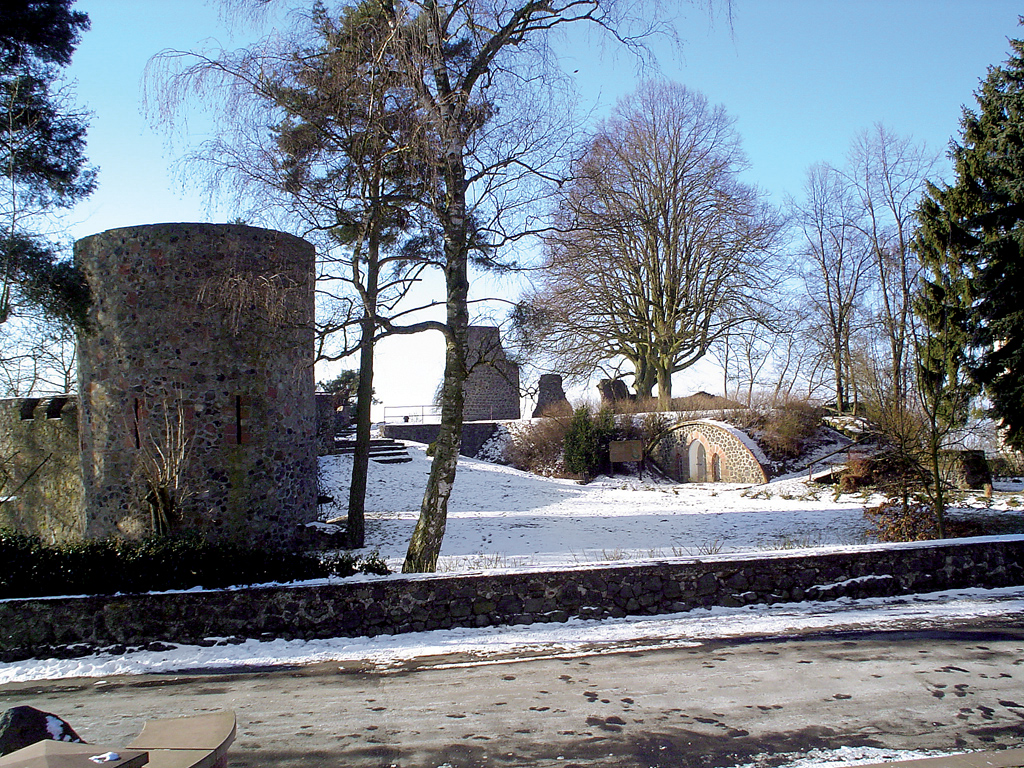
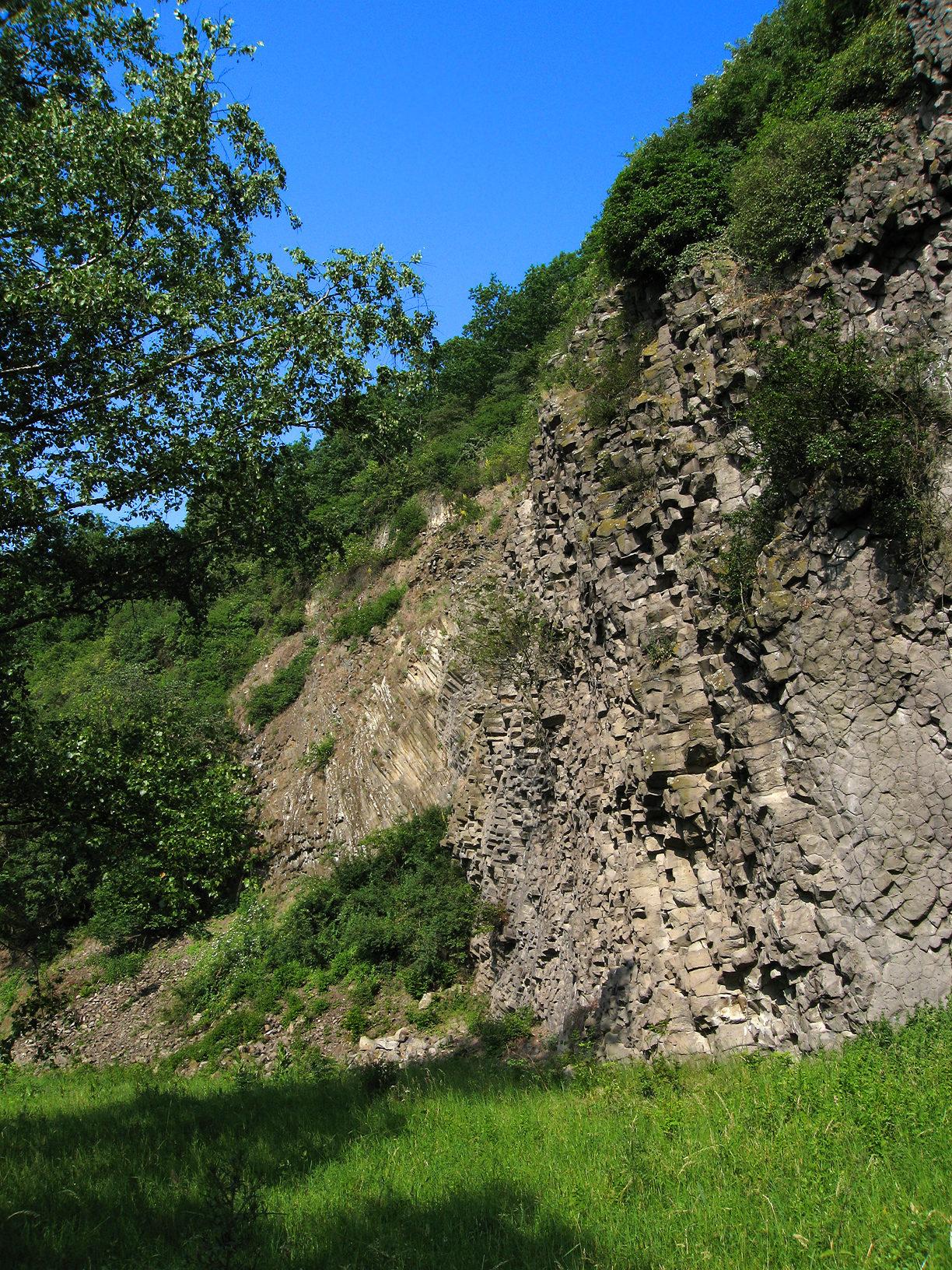
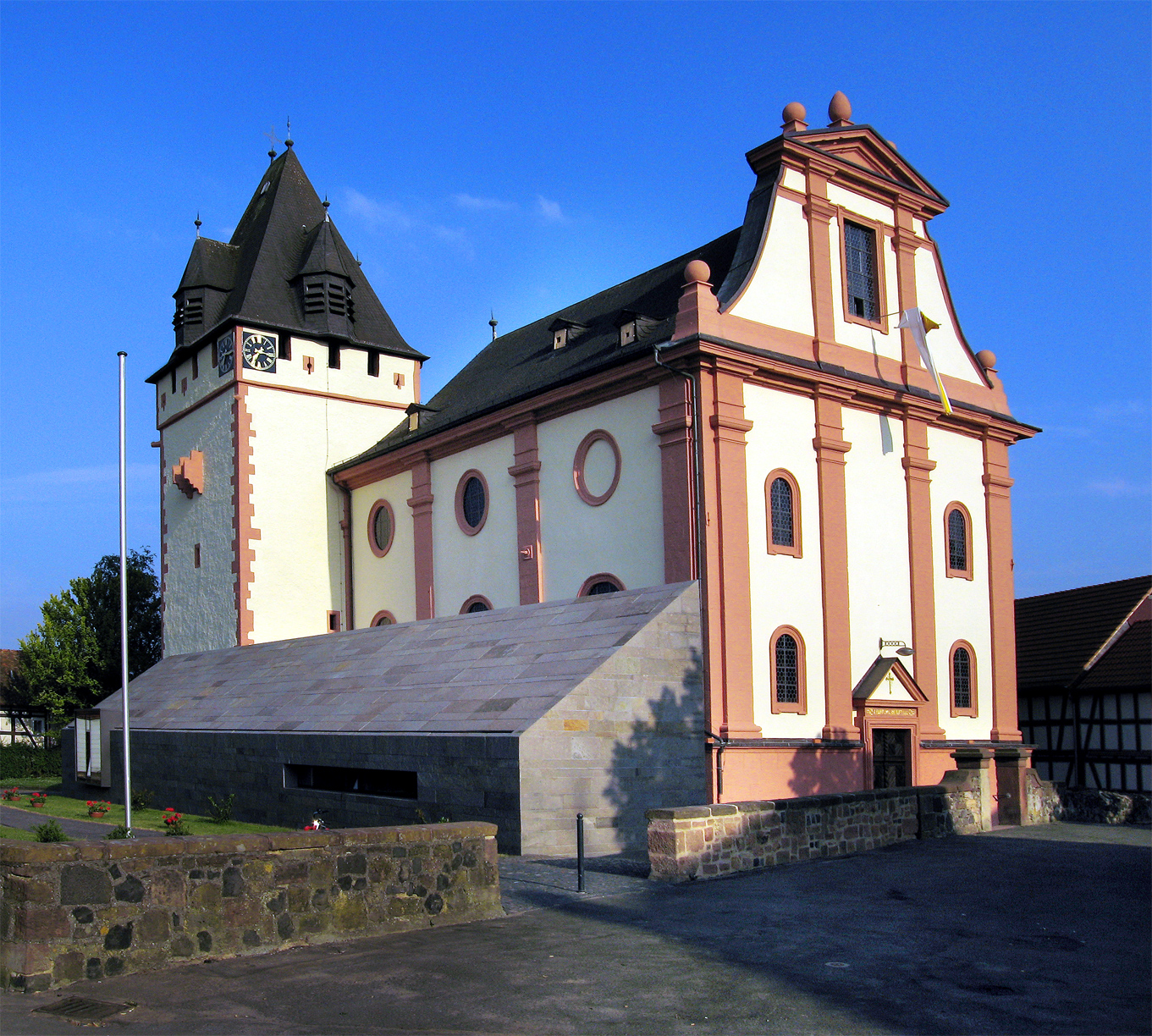
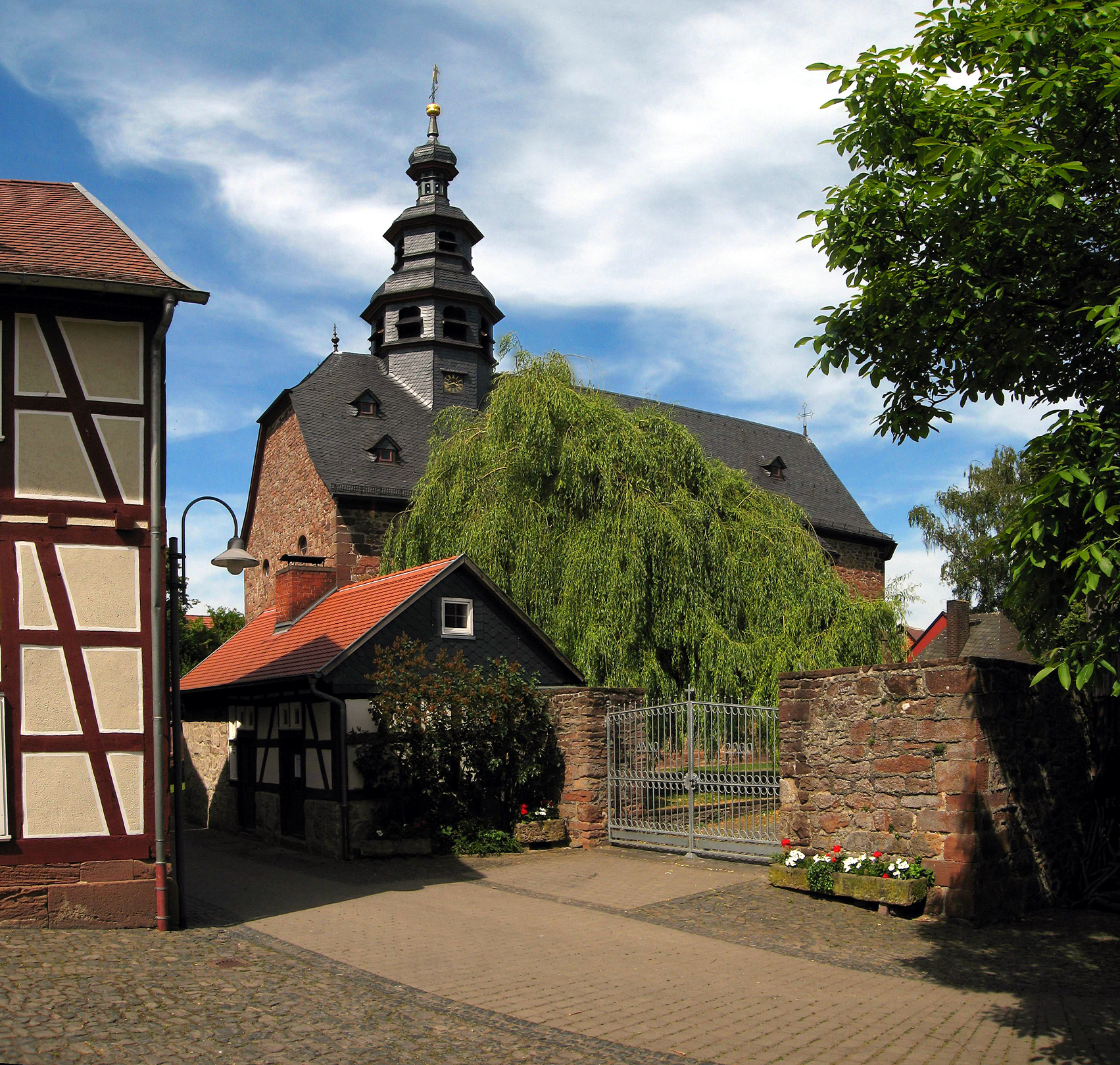
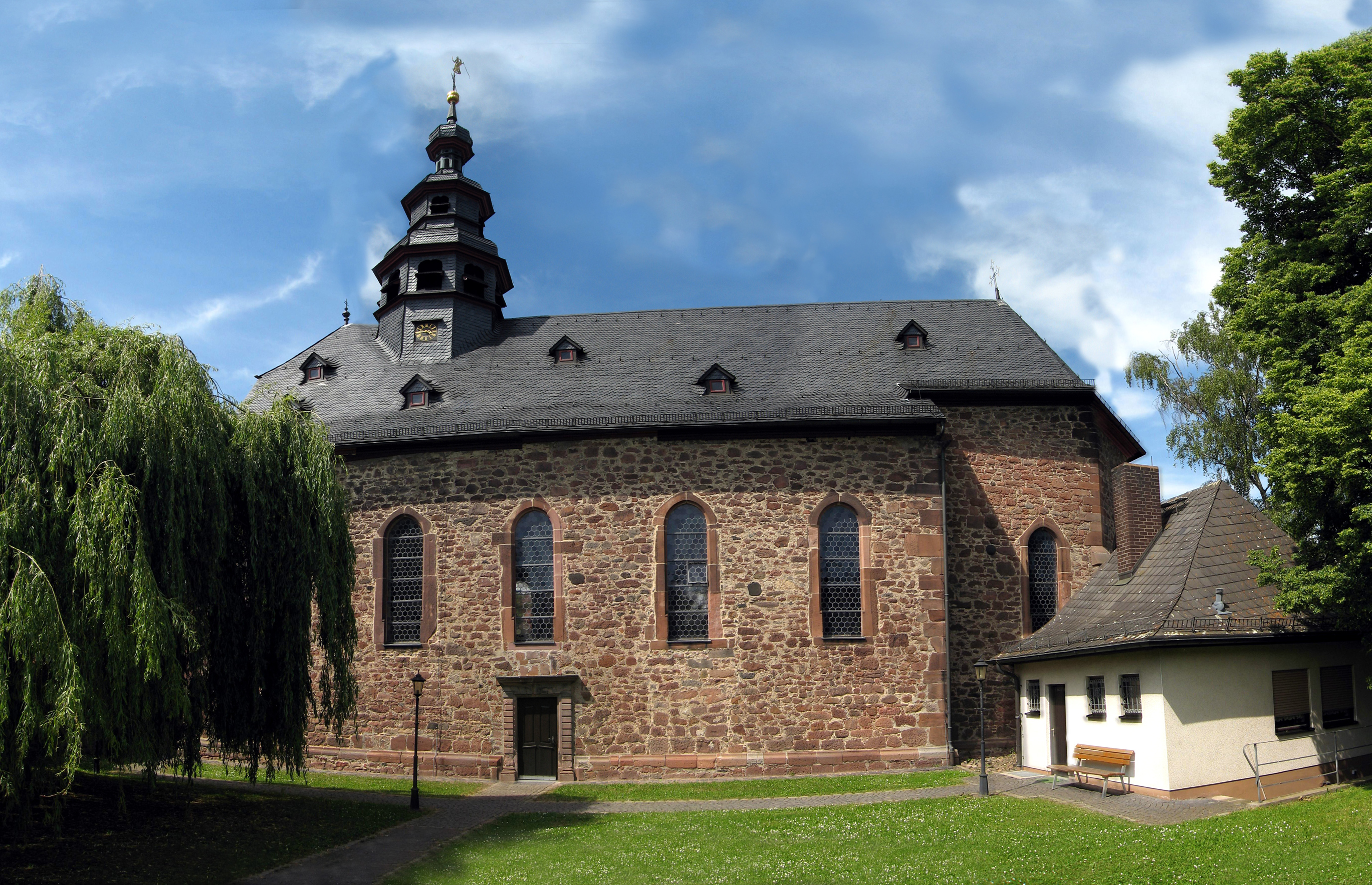
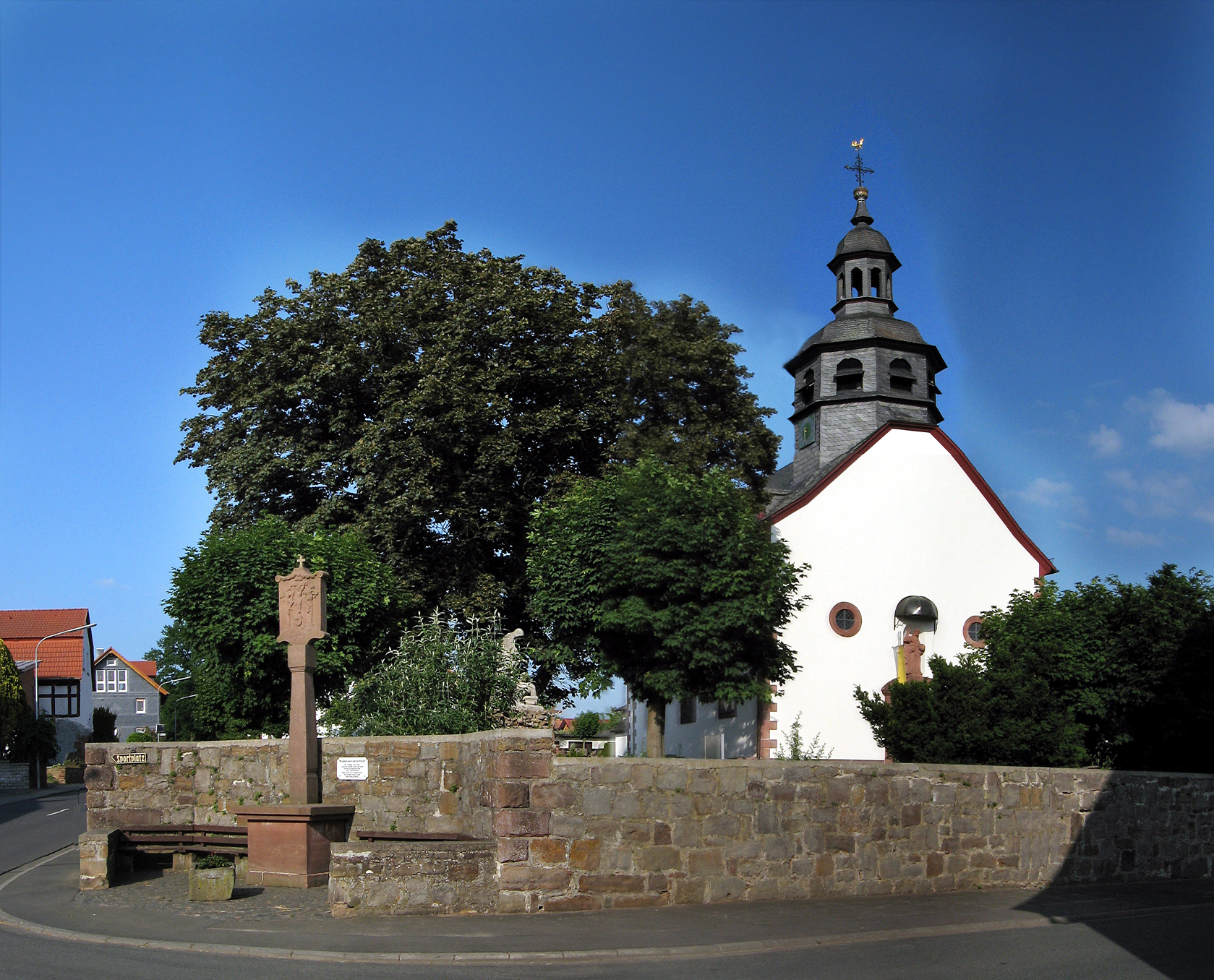